# 名の変更届
名の変更届（なのへんこうとどけ）とは、戸籍上の氏名のうち、「名」を変更するための届出手続。「名」とは姓名の「名」（いわゆる「下の名前」）の意味である。家庭裁判所の許可を受けて市区町村役場に届け出ることによって効力が生じる。戸籍事務は第1号法定受託事務なので、法務省の地方支分部局である法務局が管理する。

## 法的根拠
戸籍法107条の2でいう「正当な事由」とは、名の変更をしないとその人の人生や生活などに支障を来す場合をいい、単なる個人的趣味、感情、信仰上の希望等のみでは許されないとされている。「正当な事由」があるかどうかは、当該事件について家庭裁判所の家事審判官（裁判官）が判定する。

## 手続
申立人は、名を変更しようとする本人である。15歳以上であれば自分で申請可能だが、15歳未満の場合は法定代理人（親権者等）が本人に代わって申立てを行う。申立は、申立人の住所地を管轄する家庭裁判所に「名の変更許可申立書」を提出することにより行う。
申立書の他、以下のものの提出が求められる。
- 収入印紙 800円分（申立書に貼る。）
- 郵便切手（110円切手数枚程度）
- 申立人の戸籍謄本 1通
- 名を変更する「正当な事由」があることを証明できるような資料

「名を変更する正当な事由があることを証明できるような資料」とは、たとえば、通称として永年使用したことを理由とする場合には、そのことが明らかになるような手紙類（年賀状でもよい）、卒業証明書、名簿などである。申立人自身やその家族以外の筆跡であって、作成された時期が郵便の消印等により明らかなものが望ましく、また、過去から最近に至るまで通称の使用が継続していることがわかるように、時期がずれたものが多数（年賀状なら各年ごとに1 - 2枚）あるとよい。
また性同一性障害が理由で名の変更を申し立てる場合、医師が書いた診断書が必要である。
実際に申立てを考えている場合は、まず、家庭裁判所の家事受付・家事相談窓口などと書かれた窓口に行き、事情を説明すれば、必要な資料等について助言してもらえるので、その後に申立書および添付資料を用意して申立てするのがよい。申立書を提出すると、通常、その日のうちに、詳しい事情を聴かれるが、後日、裁判所から書面で照会されたり呼び出して改めて事情を尋ねられることもある。許可されたら、名の変更を許可する審決書の謄本が申立人宛てに1週間程度で特別送達で郵送される。
許可されたら、その審決書の謄本を添付して、本籍地か住所地のどちらか一方の役所に「名の変更届」を提出する。本籍地でない役所に提出する場合は、戸籍謄本 1通の添付も必要である。

## 許可例
名の変更が許可される事由の例として、具体的には以下のものがある。
- 営業上の理由による襲名[3][4]
  - 政治家の実例として中村喜四郎（二代目・衆議院議員は元の名は伸、父の地盤継承とともにの父と同じ名に改名[注釈 1]）の例がある。
- 代々の当主が世襲名を名乗っている場合の世襲による改名で、（芸名ではなく）「戸籍上の本名まで変更」する必要がある場合[5]
  - 実例として冷泉勝彦は上冷泉家歴代当主の通字に合わせるため、為人と改名した。政治家の十一代目山村新治郎の生家は元々米穀商であり、元の名は「直義」であったが歴代当主の名に合わせて、当主となった際に改名している。
  - 群馬県で旅館業「木暮旅館」を営んでいる木暮家の当主は代々「木暮武太夫」の名を襲名しており、24代目の秀家（元衆議院議員）、25代目の正一（元参議院議員、衆議院議員、運輸大臣）、26代目の欽一（元伊香保町議会議長）はいずれも政界に進出しているが、家督相続とともに武太夫を襲名している。
  - 北海道で建設業を営んでいた地崎工業の社長のうち、創始者の（初代）地崎宇三郎の名を、初代の子の晴次、孫の九一が同社長就任に合わせて、それぞれ二代目、三代目として襲名により改名している。二代目と三代目は社業とともに政界にも進出し衆議院議員も務めている。三代目の子の地崎昭宇は同社長就任後も名を変更しなかったが、名前の「昭宇（あきいえ）」には「昭和の宇三郎」という意味で命名されている。その後、1997年に地崎一族は経営から離れている。
  - ミツカングループの社長であった中埜和英は、社長就任とともに歴代の世襲名である「（八代目）中埜又左衛門」を襲名し、改名も行ったが元の名を残したため「中埜又左エ門和英」が一時戸籍名となった。その後、社長退任とともに再び「中埜和英」に戸籍名を再度改名している。
- 神官、僧侶になる場合、または還俗する場合[3][4][6]
- 難解や難読な名前[4][6]
- いじめや差別を助長する、珍奇な名前[4][6]
  - いわゆるキラキラネーム[8]
- 親族や近隣に同姓同名がいて混乱をきたす[9][4][6]
  - 婚姻や養子縁組によって姓を改めた結果、配偶者や姻族、養家族、近隣者と同姓同名になってしまう。
  - 同姓同名の犯罪者または被疑者がおり、差別や中傷などの風評被害を被っている。
    - 実例として「田中角栄」がある[10][11]。
- 帰化した際に日本風の名に改める必要がある[4]。
- 異性とまぎらわしい[6]、性同一性障害（性別違和）の理由により自認する性に合わせた名前への改名[12]、戸籍の性別を変更したことなどにより、本人の外見と名前の性別が食い違って不便である[注釈 2]。
- 芸能人、著述家、スポーツ選手などが永年使用[注釈 3]していた「通称」を（戸籍上での）本名にしたい[6]
  - 実例として「妹尾河童（著述家、元の名は肇）」「佐良直美（歌手・タレント・実業家、元の姓名は山口納堡子）」「はたともこ（政治家、元の姓名は漢字表記で秦知子）」「大川隆法（宗教家、元の姓名は中川隆）」「中川翔子（タレント、元の名はひらがな表記で「しようこ」）」「大矢剛功（プロレスラー、元の名は健一）」などがある。
  - この場合は家庭裁判所の判断により「𠮷」など人名漢字に含まれない漢字を使える可能性もある[2]。
- 出生届時の誤り[13]。
  - 人名用漢字の追加により、「本来使用したかった文字」へ変更[14]。
  - 上記の「中川翔子」の例は、この理由も含む。
- 名前そのものに問題はないが、過去の経緯から著しい精神的苦痛を想起し、日常生活に支障を及ぼす。
  - 幼少時に近親者から虐待を受けており、当時を思い出す戸籍名の使用が心的外傷に悪影響を与える[15]。
  - 親の昔の恋人と同じ名を付けていたことが発覚し、円満な家庭環境を害する恐れが強い[16]。

なお、日本の裁判所は、子供の命名に関する問題について、
- 親権者がほしいままに個人的な好みを入れて恣意的に命名するのは不当で、子供が成長して誇りに思える名をつけるべき[17]。
- 難解、卑猥、使用の著しい不便、特定（識別）の困難などの名は命名することができない[17]。
- 社会通念に照らして明白に不適当な名や一般の常識から著しく逸脱したと思われる名は、戸籍法上使用を許されない場合がある[18]。

といった見解を示している。